# Seeleinsee
Der Seeleinsee, kürzer auch nur Seelein, insbesondere in Kartenwerken auch als Schlungsee bezeichnet, ist ein abflussloser Gebirgssee im Hagengebirge, im Nationalpark Berchtesgaden, im Gemeindegebiet der bayerischen Gemeinde Schönau am Königssee, Gemarkung Forst Königssee. Bis 31. Dezember 1983 war dieser Bereich gemeindefreies Gebiet. Der See ist von Südwesten nach Nordosten 110 Meter lang und maximal 53 Meter breit. Seine Fläche misst rund 4150 m² und sein Umfang etwa 250 Meter. Das Wasser hat Trinkwasserqualität. Das 1809 m ü. NHN hoch gelegene Gewässer befindet sich im Schlunggraben, der vom Pass Hochgschirr kommend nach Norden gegen die Windscharte zieht. Im Osten wird er vom Hochseeleinkopf und vom Kahlersberg überragt, über deren Gipfel die nahe deutsch-österreichische Grenze verläuft. Im Nordwesten riegeln ihn die Ausläufer des Fagsteins vom Königssee ab.
Im Spätwinter ist der See bis weit in den Mai hinein von Eis bedeckt, in den anderen Zeiten zeigt sich ein klarer, ruhiger Wasserspiegel. Der See ist ein beliebter Rastpunkt für Bergwanderer, da er am Weg zwischen dem Schneibstein und der Röth liegt und südlich des Sees Wege zu den Almen oberhalb des Königssees abzweigen. Die beliebten Ski- bzw. Wanderrouten der Kleinen und der Großen Reibn führen am Seeleinsee vorbei.
Neben der 1959 fertiggestellten, auf 1890 m liegenden Bergwachthütte (Seeleinsee-Hütte oder Seeleinsee-Diensthütte) 190 Meter Luftlinie nordwestlich des Sees finden sich etwa 170 Meter nordöstlich noch die Mauerreste der verfallenen Seeleinalm (auch Schlummalm). Die nächstgelegene bewirtschaftete Almhütte ist die Gotzenalm.